# 黑松林水库
黑松林水库是中国陕西省咸阳市淳化县境内的一座水库，位于冶峪河上，建于1959年。水库正常库容为800万立方米，集雨面积为370平方千米，海拔为758米。